# Chott Melrhir
Le chott Melrhir (en arabe : شط ملغيغ), aussi transcrit chott Melghir, ou plus précisément Chott Melghigh, est un lac salé endoréique du nord-est de l'Algérie.

## Présentation

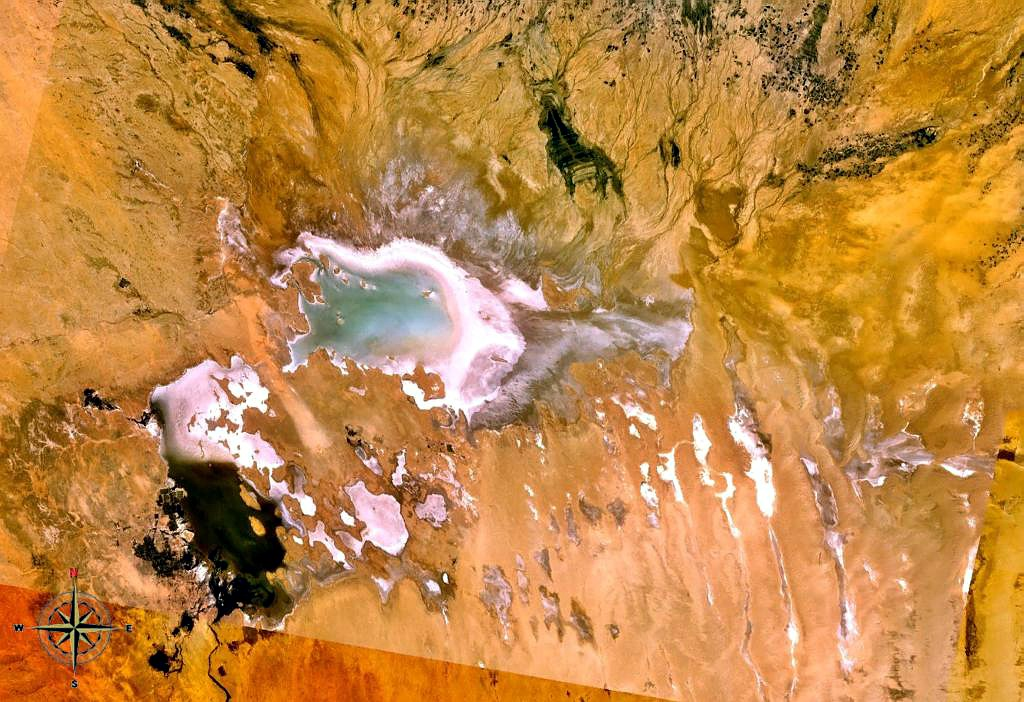
Chott Melrhir NASA.

### Géographie
Le lac a une surface d'environ 6 700 km2 et il est le plus grand lac d'Algérie. Il se trouve à 35 m sous le niveau de la mer. À cause d'une forte évaporation, il devient régulièrement un désert de sel.
Les villes de Biskra, El Oued et Touggourt se trouvent à proximité.
Le chott Melrhir est une zone humide protégée par la convention de Ramsar.

### Toponymie
Chott Melrhir, est une déformation du nom Chott Melghigh, qui est composé de deux mots : chott et melghigh. Le mot chott (de l'arabe شط chatt, « rivage ») désigne, en Afrique du Nord, une étendue d'eau salée permanente, aux rivages changeants, située dans les régions semi-arides. Melghigh joue le rôle de déterminatif. Melghigh, est un mot berbère qui veut dire fontanelle, en raison très vraisemblablement du fait que le chott est situé dans une dépression.
Durant l'Antiquité il fut mentionné par Ptolémée par le nom de lac des tortues.

### Climat
Le climat dans le Chott Melrhir est chaud et aride avec une forte évaporation et de faibles précipitations. Les températures moyennes les plus basses et les plus élevées sont de 11,4 et 34,2 °C, respectivement, et la température minimale est d'environ 0 °C. Les précipitations annuelles sont inférieures à 160 mm.
Les vents ont une vitesse comprise entre 2,7 et 5,3 m/s et sont principalement dirigés vers le sud-est entre juin et septembre et le nord-ouest, entre l'automne et au début du printemps. Les tempêtes de sable sont plus fréquentes en hiver et à la fin de l'été et durent 39 jours par an en moyenne.

## Biotope

### Flore
Les eaux peu profondes du lac contiennent peu de végétation, composée de 72 espèces de plantes qui se sont adaptées à l'eau salée, comme la salicorne de Paroisse (Arthrocnemum), lavande de mer (Limonium), joncs (Juncus), salicorne (Salicornia), Sarcocornia, massette (Scirpus) et soudes (Suaeda). Certaines espèces sont uniques en Algérie et 14 sont endémiques, comme Fagonia microphylla, Oudneya africana, Zygophyllum cornutum, Limoniastrum FeII et Ammosperma cinerea.

### Faune
La flore du milieu abrite une avifaune relativement riche, composée principalement d'anatidés comme la Marmaronette marbrée (Marmaronetta angustirostris), aussi appelée Sarcelle marbrée, et le Tadorne casarca (Tadorna ferruginea), de ganga unibande (Pterocles orientalis) et ganga couronné (Pterocles coronatus). L'outarde houbara (Chlamydotis undulata) et le flamant rose (Phoenicopterus roseus) sont aussi présents.
Les eaux du lac, saturées de sel avec des concentrations atteignant 0,4 kg/l, permettent de maintenir en vie à seulement quelques espèces animales, comme les crustacés des eaux salées (artémies).
Quelques mammifères fréquentent le site, tels que sangliers, chacals dorés, lièvres et renards.
En juin 2003, le Chott Melrhir a été inscrit sur la liste des zones humides Ramsar.